# 10961 Буйсбаллот
10961 Буйсбаллот (10961 Buysballot) — астероїд головного поясу.
Тіссеранів параметр щодо Юпітера — 3,642.